# Jeep
Jeep ist eine US-amerikanische Automarke, die zu Fiat Chrysler Automobiles (FCA) gehörte, ihr direkter Mutterkonzern war die Chrysler Group LLC. Seit der Fusion von FCA mit PSA ist Jeep eine der Marken im daraus entstandenen Konzern Stellantis.
Es werden schwerpunktmäßig Geländewagen produziert. Der Name Jeep hat sich im Lauf der Zeit – ähnlich wie Tesa und Tempo – in Europa zu einem Gattungsnamen entwickelt (mit dem Unterschied allerdings, dass der Begriff Jeep nicht als Handelsmarke begründet, sondern schon zuvor für den US-Militärgeländewagen Willys MB benutzt wurde). Daher werden bisweilen auch andere geländetaugliche Fahrzeuge im europäischen Raum umgangssprachlich als „Jeep“ bezeichnet, während sich in den USA der Begriff SUV (Sport Utility Vehicle) durchgesetzt hat.

## Geschichte

### Wortherkunft
Der Ursprung des Wortes Jeep ist nicht eindeutig geklärt. Die wohl bekannteste Theorie ist die Herleitung aus der Abkürzung GP für General Purpose (‚Allzweck‘). Lee Ermey widerlegte diese Theorie jedoch kürzlich in seiner Dokumentationsserie. So sei das Fahrzeug für spezielle Einsatzzwecke (special purposes) entwickelt und deshalb auch nie als General Purpose bezeichnet worden. Stattdessen sei die Herleitung aus einem von Ford benutzten Werkscode möglich, der ebenfalls GP lautet (G für government-use, und P als Kennzeichnung für 80 Zoll Radstand). Davon abweichend vertreten viele, darunter auch Lee Ermey, die Theorie, dass der Name auf die Figur Eugene the Jeep aus dem Comicstrip Popeye zurückgeht. Dieses hundeähnliche Fabelwesen ernährte sich vorzugsweise von Orchideen und konnte durch Wände und Decken gehen, Bäume besteigen sowie fliegen – es war also in der Lage, überall aufzutauchen, wo es wollte. Darüber hinaus half es dem Protagonisten Popeye immer wieder aus misslichen Situationen. So wird vermutet, dass die Soldaten von den Fähigkeiten des neuen Fahrzeugs so begeistert waren, dass sie es in Anlehnung an diese Comicfigur „Jeep“ nannten.
Im Wahrscheinlichkeits-Ranking all dieser Herleitungen von Jeep hat Eugene the Jeep den ersten Platz. Denn in der Ausschreibung vom 27. Juni 1940 des US-Verteidigungsministeriums zum Bau des Militärfahrzeugs war nie von einem General Purpose Vehicle (GP) die Rede, sondern immer nur von einem „¼ ton 4×4“. Der einzige Hersteller, der dennoch das Kürzel GP für sein Produkt nutzte, war Ford (jedoch nicht für general purpose).
Den Namen Jeep machte der Chef-Testfahrer von Willys-Overland, Irving Red Hausmann, erstmals publik – und zwar im Februar 1941, als er „seinen“ Jeep der Presse vorstellte. Es ist überliefert, dass er bei der Pressevorstellung mit dem Jeep die Treppe des Kapitols in Washington hochfuhr – begleitet von der Washington Daily News-Journalistin Katherine Hillyer. Wieder am Fuß der Treppe angekommen, fragte einer der Zuschauer, was das denn für ein Auto sei. Hausmann: „It’s a Jeep.“ Hillyer übernahm diesen Namen für ihren Artikel – und damit war der Name Jeep für alle Zeiten etabliert und wurde sogar von den Militärs als offizielle Bezeichnung akzeptiert. Der Artikel mit dem Foto des Willys MB samt Jeep in der Bildunterschrift erschien in der Washington Daily News vom 20. Februar 1941.

### Die Jeeps der US-Armee

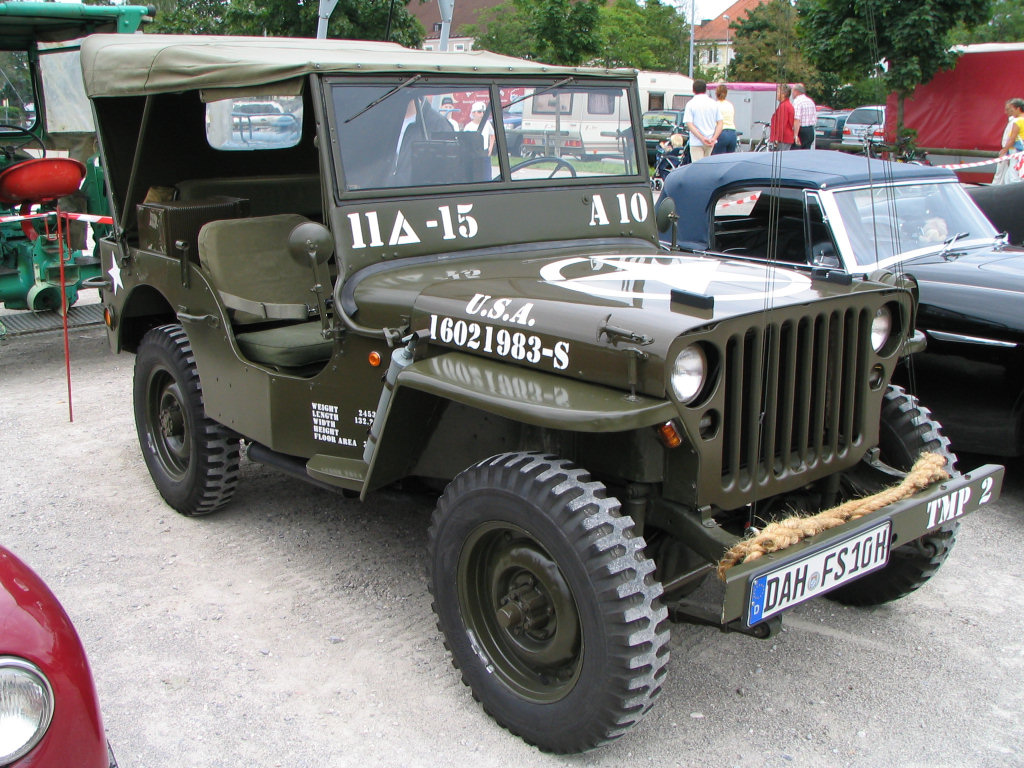
Jeep Willys MB Baujahr 1945

Aufgrund guter Beziehungen zur US Army durfte American Bantam das seit dem Frühjahr 1940 entwickelte Modell BRC (Bantam Reconnaissance Car) im September 1940 vorstellen. Mit dem Beginn des Zweiten Weltkrieges und den Berichten über die hohe Mobilität der deutschen Armee bestand jedoch Handlungsbedarf für die Army. So wurde am 27. Juni 1940 eine Ausschreibung mit der Vorgabe gestartet, ein 4×4-Geländefahrzeug bei ¼ Tonne Zuladung zu entwerfen. Obwohl diese Ausschreibung an rund 135 Firmen gerichtet wurde, war das Interesse unter der amerikanischen Automobilindustrie verschwindend gering. Es war für die damaligen Hersteller von landwirtschaftlichen Fahrzeugen und Lastkraftwagen einfach nicht rentabel, die knappen Zeitvorgaben (Konstruktionspläne und erste Prototypen binnen 49 Tagen sowie 70 fertige Testwagen nach weiteren 26 Tagen) und die Forderung nach einem derartig leichten Fahrzeug einzuhalten, stellten sie doch normalerweise große, schwere Arbeitsmaschinen her.
Bantam (sie entstand aus dem US-Ableger eines britischen Kleinwagenherstellers) jedoch hatte genug Erfahrung mit kleinen, leichten Fahrzeugen – nicht zuletzt durch den bereits erwähnten BRC. Da Bantam in einer großen Krise steckte und jede Möglichkeit ergreifen musste, die Firma vor dem Aus zu bewahren, zögerte sie nicht und setzte alles daran, die Vorgaben der US Army zu erfüllen, welche von den Qualitäten des Bantam BRC überzeugt war. Auch Willys-Overland, wo man mit ähnlichen finanziellen Problemen wie Bantam zu kämpfen hatte, beteiligte sich an der Ausschreibung, konnte jedoch – im Gegensatz zu Bantam – ihren Prototyp nicht rechtzeitig fertigstellen. In einem Zeitungsartikel vom Januar 1941 findet sich das erste Mal die Bezeichnung Jeep für das neue Zwergauto der US-Armee und American Bantam wurde als Hersteller erwähnt.

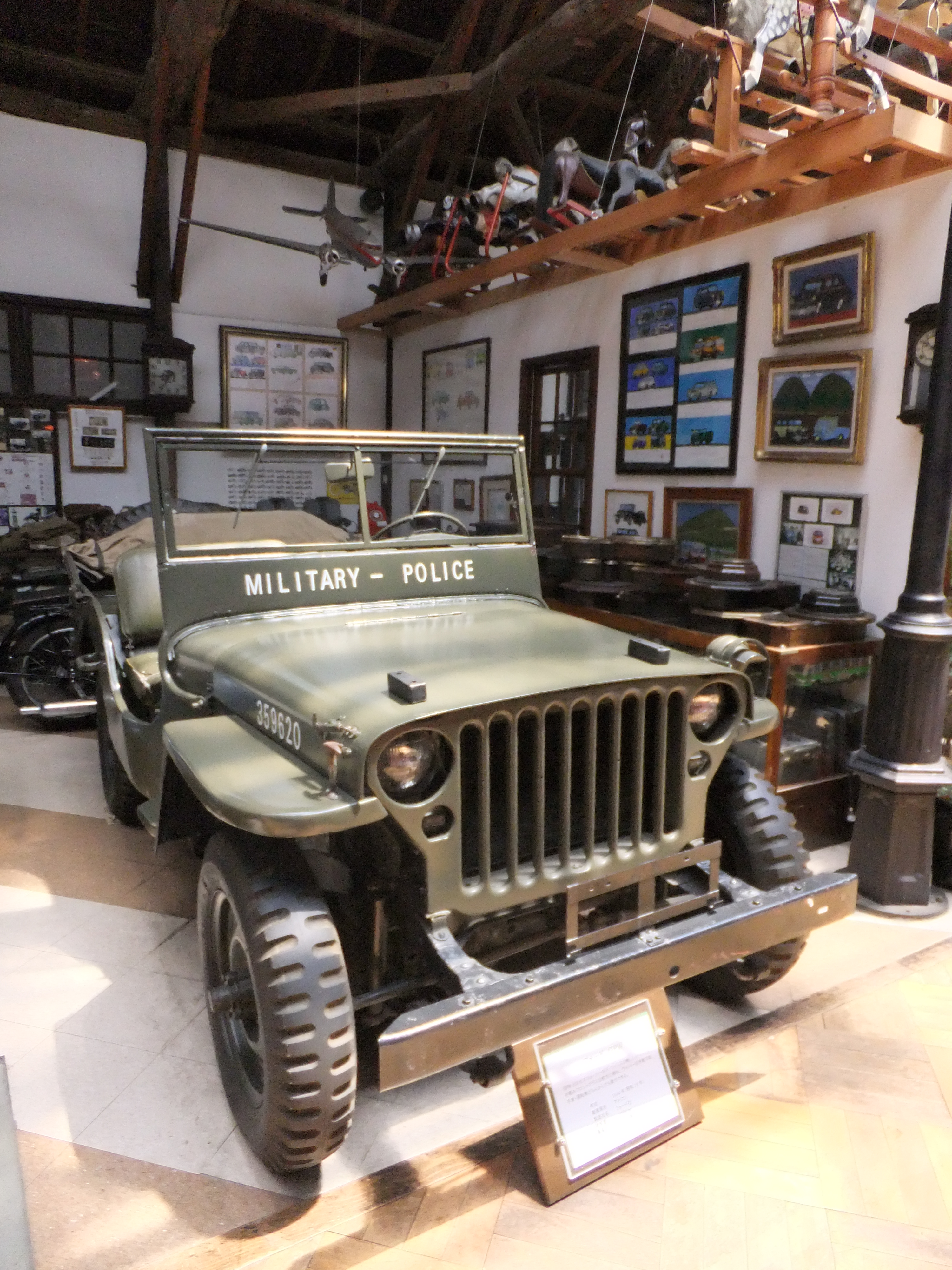
Ford GPW

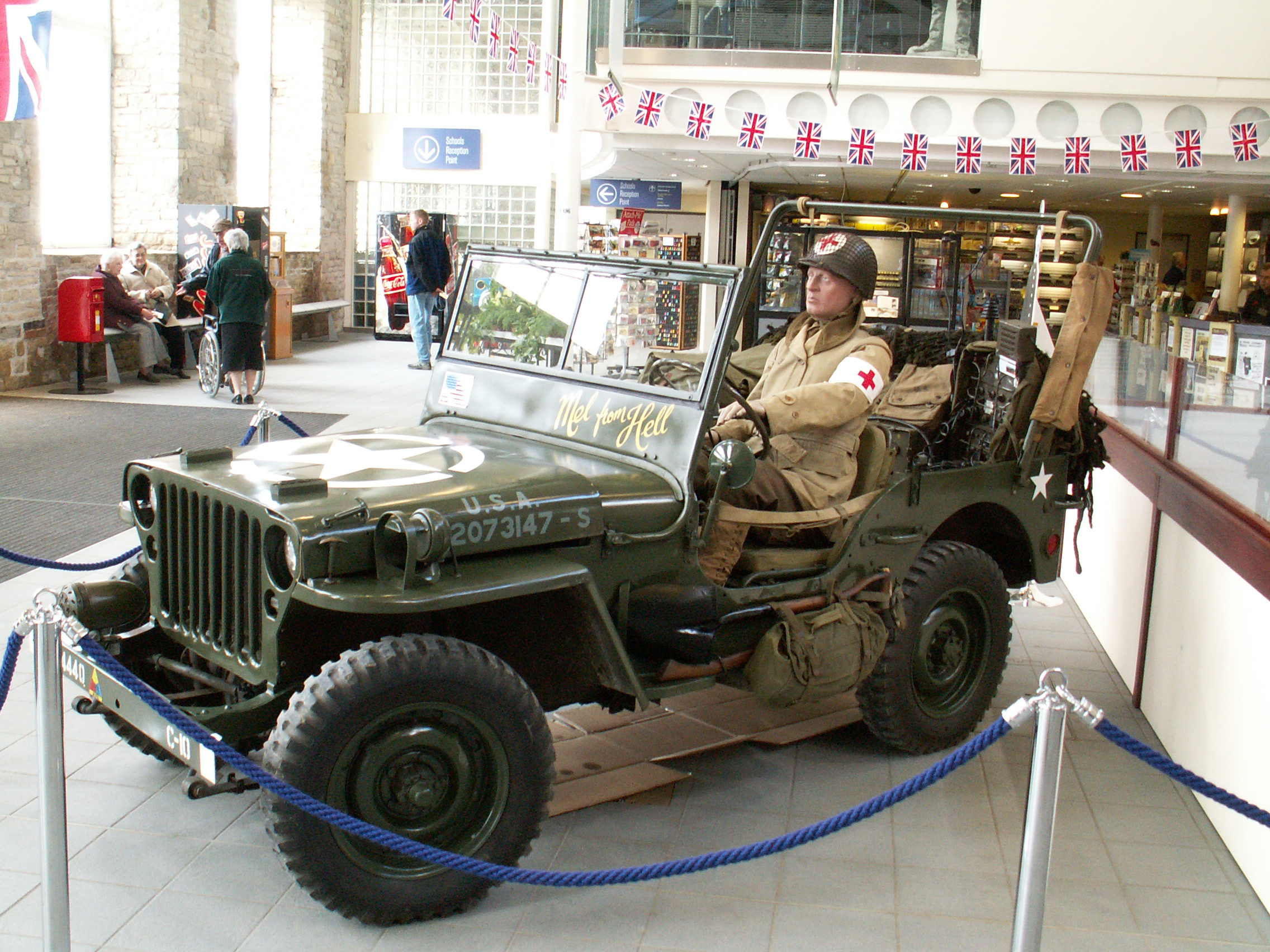
Willys MB in einem britischen Museum

Da der Bedarf an dem neuen Fahrzeug jedoch sehr akut war und die kleine Firma Bantam mit ihrem einzigen Werk zu unsicher als alleiniger Lieferant war, überzeugte das Verteidigungsministerium auch die Ford Motor Company, in das Projekt einzusteigen. Obwohl Ford anfangs noch zögerte, gelang es dem Verteidigungsministerium schließlich, die Firma zu überzeugen (wenn auch erst nach der Entscheidung, bei jedem Bewerber je 1500 Fahrzeuge zu bestellen). Die drei nun beteiligten Firmen hatten jetzt die Vorgabe je 1500 Fahrzeuge, die den Leistungen des Bantam entsprachen, zu produzieren. Um dies zu ermöglichen, erhielten Ford und Willys-Overland, trotz Protesten von Bantam, Zugriff auf die Entwürfe des BRC. Dies hatte auch zur Folge, dass sich die drei Fahrzeuge sowohl optisch als technisch kaum voneinander unterschieden.
Nach ausgiebigen Tests entschied sich die Army für den „Willys MA“ von Willys-Overland. Entscheidend hierbei war der leistungsstarke „Go-Devil“-Motor, der mit 60 PS rund 25 % mehr Leistung als der Motor des BRC-40 aufweisen konnte. Willys überarbeitete den MA nochmals in Anlehnung an den Ford GP und produzierte fortan den legendären „Willys MB“ – bis zum Kriegsende wurden etwas mehr als 360.000 Einheiten fertiggestellt. Ford wiederum übernahm das Design des Willys MB (military model, variant B) und produzierte den GPW (governmental, P für den 80 inch Radstand und W für Willys, denn Ford übernahm die Konstruktion für die Massenfertigung) – bei Ford rollten bis zum Kriegsende etwa 270.000 Jeeps vom Band.
Nach dem Ende des Zweiten Weltkriegs stellte Ford die Jeep-Produktion ein. Willys-Overland hingegen entwickelte einige Jahre später den Nachfolger des MB, den M38. Dieser entstand aus dem zivilen CJ-3A und wurde mit verstärktem Rahmen, 24-V-Bordnetz und einigen anderen militärischen Verbesserungen mit etwa 60.000 produzierten Fahrzeugen an die US-Armee ausgeliefert (1950–1952). Der letzte Jeep für die US-Armee war der M38A1 (1951–1971). Auch dieser erreichte eine hohe Bekanntheit, schließlich wurde er bis in die 1970er-Jahre (und daher auch im Vietnam-Krieg) eingesetzt, bis er endgültig vom M151 MUTT ersetzt wurde.
Der aktuelle Nachfahre der legendären Jeeps ist nun der HMMWV von AM General. Ähnlich wie vom Jeep wurde auch von diesem (von Soldaten meist Humvee genannten) Fahrzeug eine Zivilvariante hergestellt, aus der sich auch eine Automarke entwickelte: der Hummer. Und analog zum Jeep wurde auch die Marke Hummer zwischenzeitlich an General Motors weiterverkauft, der Konzern stellte die Marke jedoch im März 2010 vorübergehend ein.

### Der Jeep wird zivil

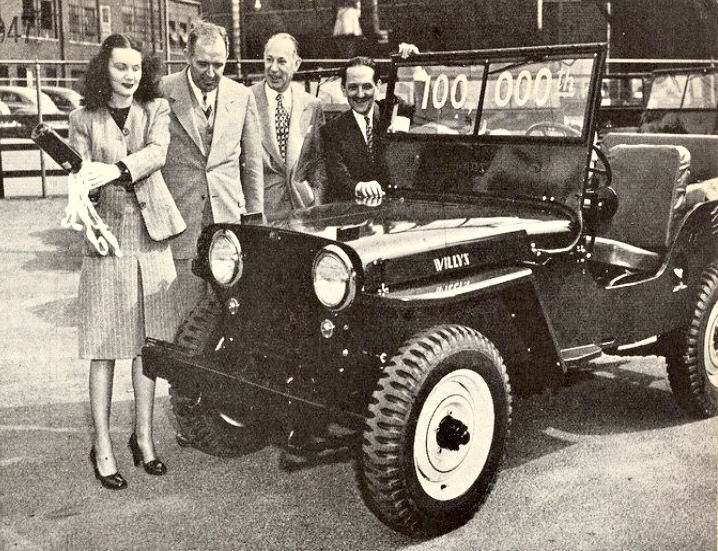
Jeep Nr.100.000

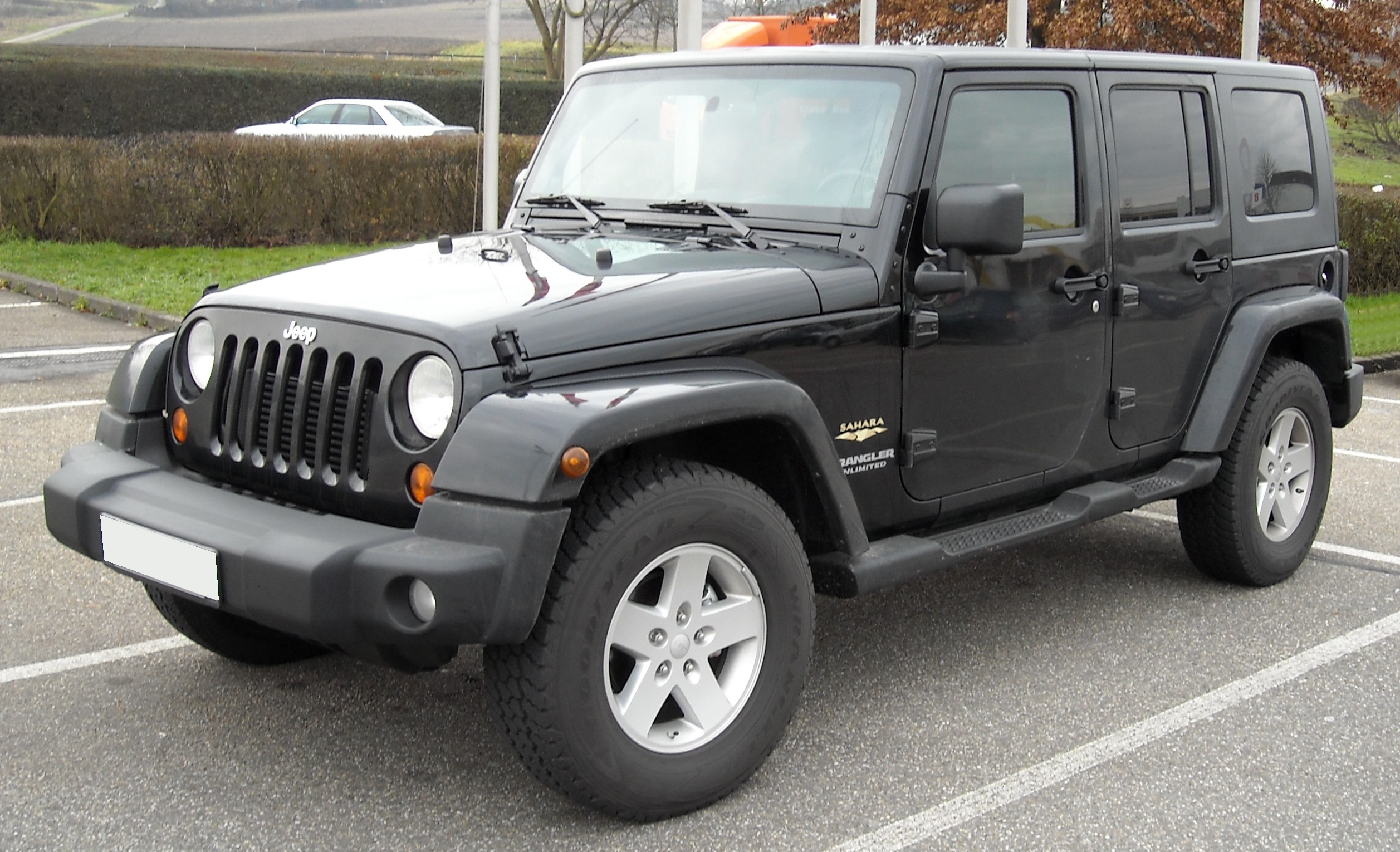
Wrangler Unlimited

Bereits während des Zweiten Weltkriegs plante Willys-Overland, den Jeep zivil zu vermarkten. Am 17. Juli 1945 war es dann soweit: Der erste CJ-2A rollte vom Band (Civilian Jeep). Da dieser nicht die militärischen Gewichtsvorgaben einhalten musste, konnte er sogar mit einem verbesserten Antriebsstrang und einer verbesserten Version des Go-Devil-Motors ausgestattet werden. Bald wurden auch andere Fahrzeuge von Willys unter der Jeep-Marke verkauft. Die CJ-Reihe wurde bis 1987 fortgesetzt, durch die wechselnden Besitzer der Marke Jeep und auch durch einige neue (teilweise abermals durch militärische Entwicklungen beeinflusste) Modellreihen. Das letzte Modell der CJ-Reihe war der CJ-7 (und der längere CJ-8) der durch den von AMC entwickelten Jeep Wrangler (YJ) ersetzt wurde.
Im Jahre 1950 wurden Willys-Overland vor Gericht endgültig die alleinigen Markenrechte für „Jeep“ zugesprochen, nachdem Bantam Klage einreichte, sie hätten bereits vor Willys-Overland den Namen „Jeep“ verwendet. Seither wechselte die Marke noch mehrmals den Besitzer. 1953 wurde Willys von Kaiser-Frazer aufgekauft, 1963 erfolgte die Umbenennung des Unternehmens in Kaiser-Jeep. Die American Motors Corporation kaufte das Unternehmen 1970 auf. 1987 wurde wiederum AMC von der Chrysler Corporation aufgekauft und wurde zur „Jeep-Eagle Division“. Beim Zusammenschluss von Chrysler und Daimler-Benz im Jahr 1998 wurde die unrentable Marke Eagle gestrichen. Seitdem war Jeep Bestandteil der DaimlerChrysler AG, mit dem Verkauf von Chrysler an Cerberus 2007 blieb die Marke Jeep bei der Chrysler Group LLC. 2009 stand die Firma kurz vor dem Bankrott und FIAT übernahm sie für einen niedrigen Preis. Die Produktion stieg von ca. 400.000 Autos im Jahr 2010 auf 1.270.000 Autos im Jahr 2021.

### Die Marke Jeep heute

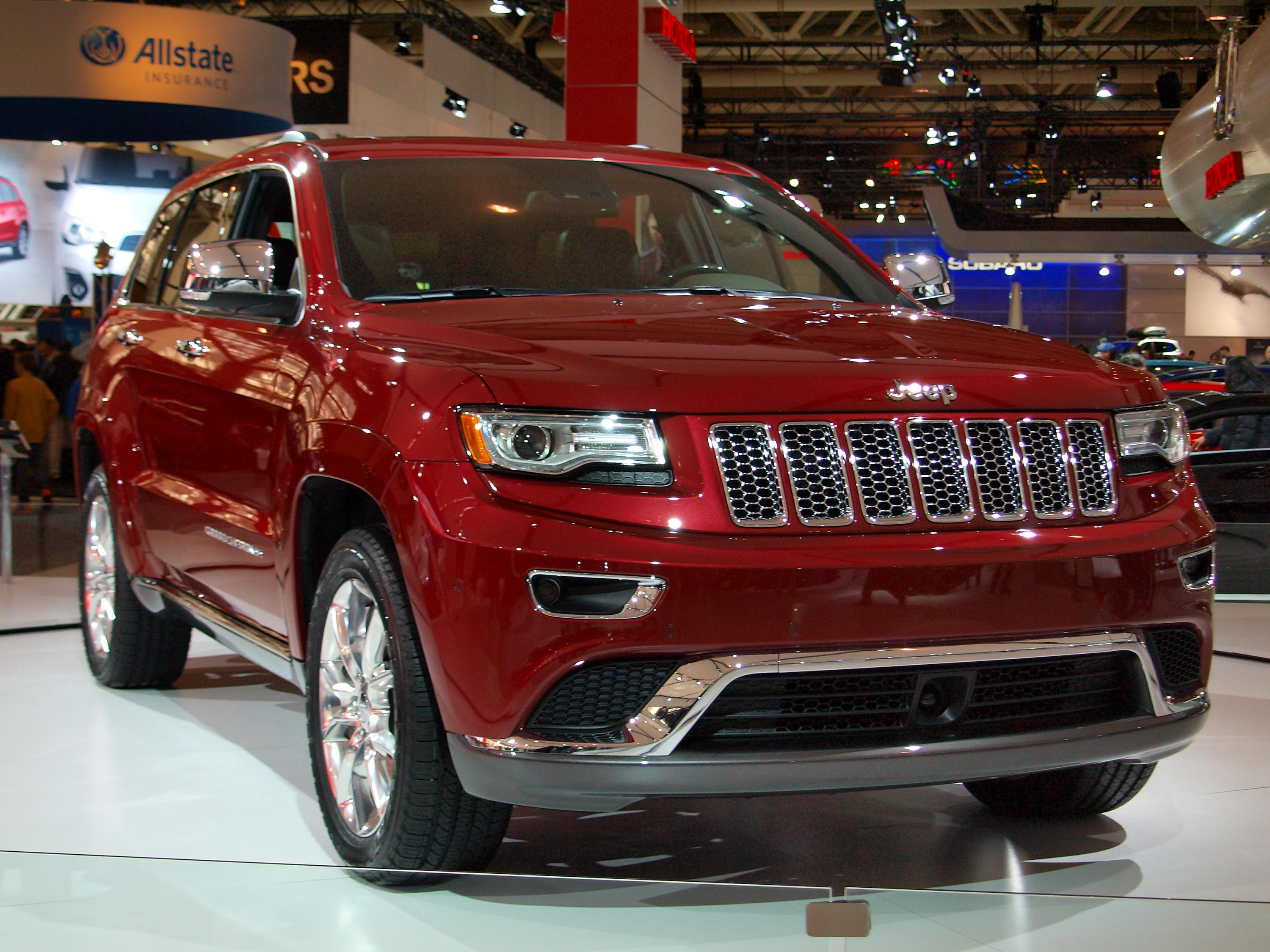
Der von 2014 bis 2017 gebaute Jeep Grand Cherokee in der Ausstattungsversion „Summit“, ab Modelljahr 2018 folgt das zweite Faceliftmodell.

Die Marke Jeep ist heute eine Abteilung von FCA-US, dem nordamerikanischen Zweig von Stellantis, der die Vermarktungsrechte für das Wort „Jeep“ und das markante O|O-Kühlergrilldesign mit sieben abgerundeten langen Aussparungen hält. Die ersten Willys MB hatten noch ein anderes Design (mehrere aneinandergereihte flache Streben aus Bandstahl), jedoch übernahm Willys-Overland bald den neunspeichigen Kühlergrill des Ford GPW, da er weniger wog als der klassische „Slat Grill“ von Willys.
Eine Ausnahme für dieses Geschmacksmuster musste Chrysler (nach verlorenem Rechtsstreit, damals DaimlerChrysler) allerdings gestatten: General Motors durfte für seine Marke Hummer ein ähnliches Design verwenden, da die Marke Jeep zur Zeit der Entwicklung des HMMWVs (das militärische Vorbild der Hummer) in Besitz von AMC war. AM General (zu dieser Zeit ein Tochterunternehmen von AMC) entwickelte Anfang der 1980er-Jahre den „Humvee“ und durfte deshalb auf das (zu dieser Zeit) konzerneigene Jeep-Design zurückgreifen. Als AM General die Markenrechte für Hummer an General Motors verkaufte, übernahm GM damit auch das Recht, für diese Marke den besagten Kühlergrill zu verwenden. Seit 2010 wird die Marke Hummer jedoch nicht mehr produziert.
Weiterhin werden Jeeps heute in Peking von der Beijing Jeep Corporation, Ltd. (einem Joint-Venture zwischen Beijing Automobile Industry Corporation, DaimlerChrysler und DaimlerChrysler China Invest Corporation, gegründet am 15. Januar 1984), in Indien von Mahindra & Mahindra Limited und in Graz von Magna Steyr gebaut.

#### Kühlergrill und Logo
Alte militärische Jeeps hatten oder haben 9 vertikale Schlitze im aus Blech gepressten Kühlergrill. Moderne SUVs haben nur mehr 7 Schlitze, beim elektrisch angetriebenen Jeep Avenger sind diese nur noch ein Designelement. Das aktuelle (2018) Logo der Marke Jeep zeigt stilisiert 7 Schlitze zwischen 2 hochliegenden Scheinwerfern.
°|||||||°

## Modelle

### Klassische Modelle der Marke Jeep

#### 1940–1953: Jeep by Willys

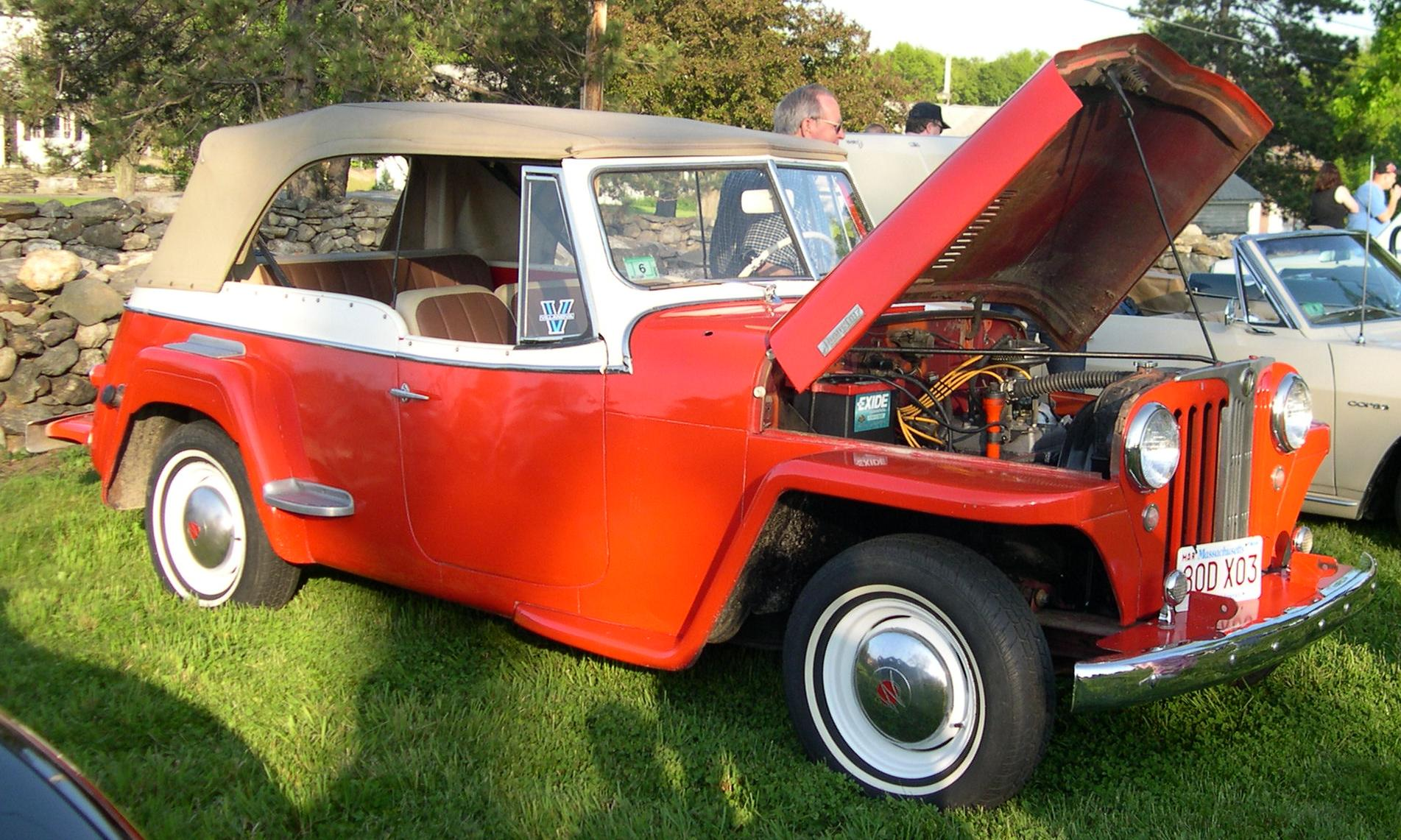
1948er Willys Jeepster (VJ)

- 1940–1945 (Willys MB)
- 1945–1949 CJ-2A
- 1946–1965 Station Wagon
- 1948–1950 Jeepster VJ
- 1949–1953 CJ-3A
- 1949–1963 Pick-Up
- 1950/51 M38
- 1951–1971 M38A1

#### 1953–1970: Jeep by Kaiser-Frazer (1963–1970: Kaiser-Jeep)
- 1953–1964 CJ-3B
- 1955–1968 CJ-5
- 1955–1981 CJ-6
- 1957–1965 FC-150 & FC-170 (Pick-Up & Trucks)

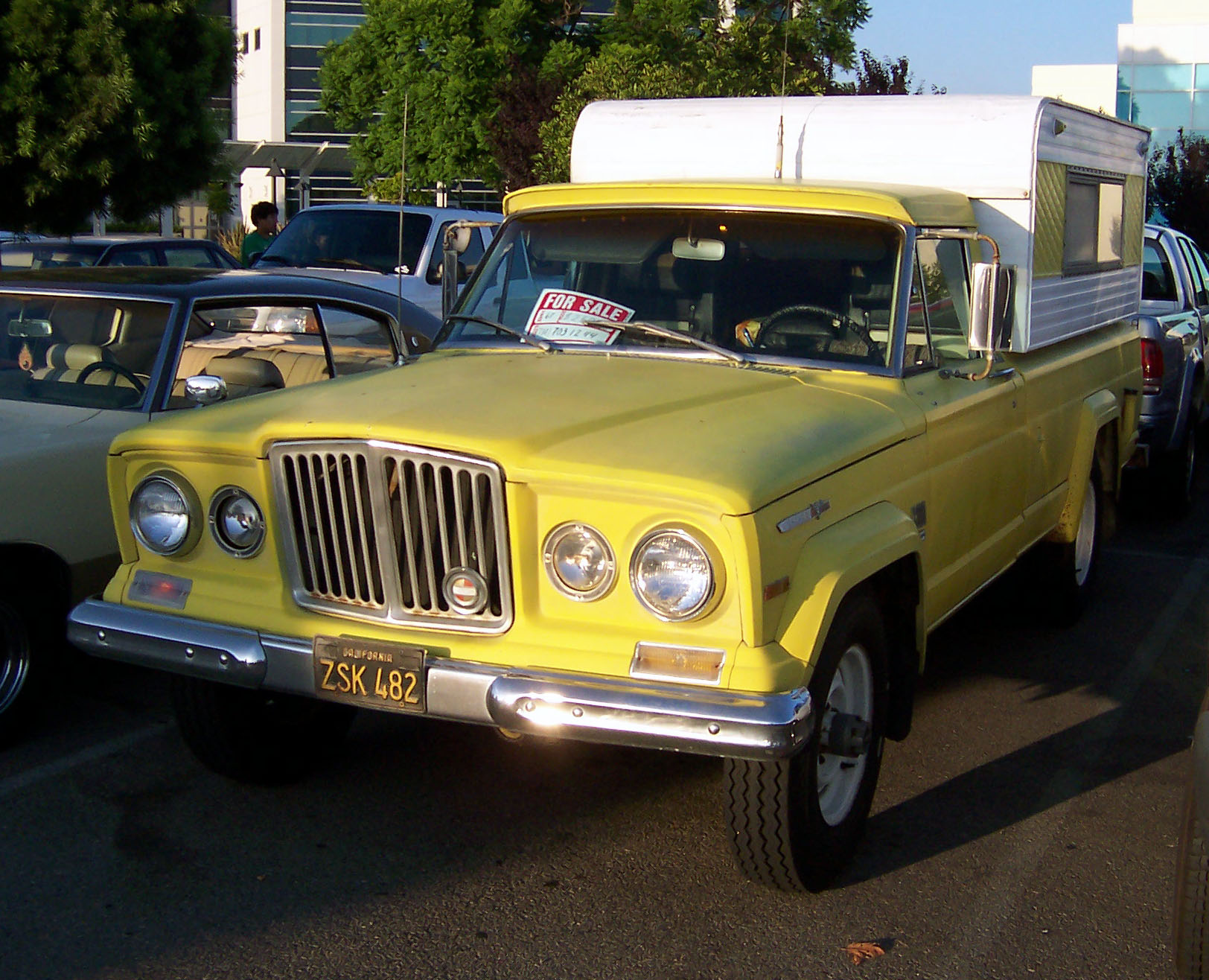
Jeep Gladiator mit Campingaufbau

- 1962–1983 Wagoneer (SJ; Vorgänger des 84er Cherokees)
- 1963–1970 Gladiator (SJ)
- 1966 Super Wagoneer (Sondermodell)
- 1967–1973 Jeepster Commando

#### 1970–1986: Jeep by AMC (1982–1986: AMC-Renault)

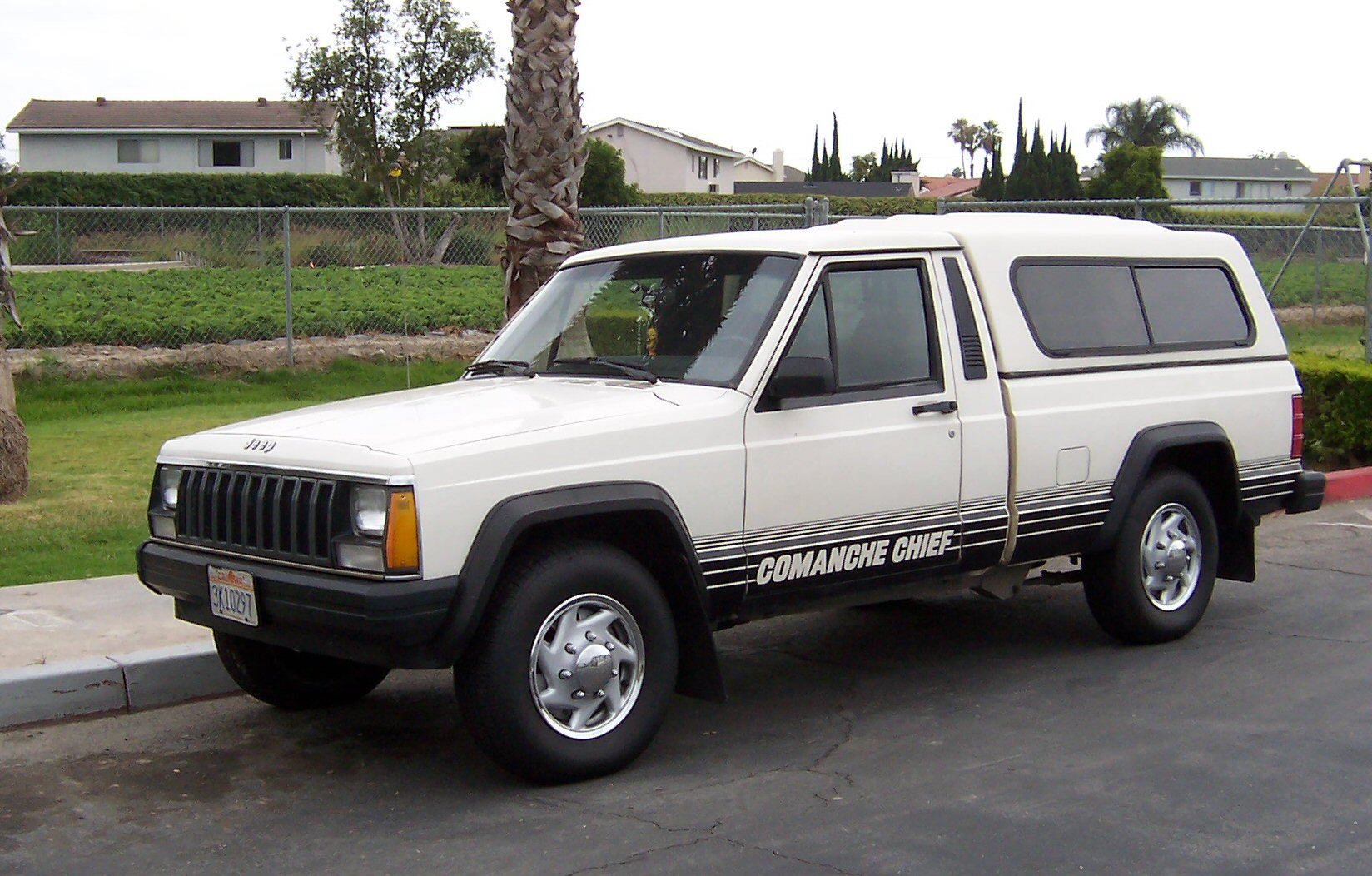
Comanche Chief

- 1971–1986 Honcho (Pick-Up & Trucks)
- 1974–1983 Cherokee Chief (zweitüriges Modell des Wagoneer)
- 1976–1986 Jeep CJ-7
- 1984–1996 Cherokee (XJ)
- 1984–1987 CJ-8
- 1985–1992 Comanche (Pick-Up-Version des Cherokee XJ, letzter Pick-Up von Jeep)

#### Seit 1986: Jeep by Chrysler (1998 bis 2007 DaimlerChrysler)
- 1993–1998 Grand Cherokee ZJ = USA/ZG = EU
- 1987–1995 Wrangler YJ (viereckige Scheinwerfer, von AMC entwickelt)
- 1997–2001 Cherokee (XJ, überarbeitete Version)
- 1997–2006 Wrangler TJ
- 2006–2010 Jeep Commander XH
- 2001–2008 Cherokee KJ (in Nordamerika Jeep Liberty)
- 2007–2017 Jeep Patriot
- 2007–2018 Wrangler JK
- 2013–2023 Jeep Cherokee KL
- 2018–2022 Jeep Grand Commander

### Aktuelle Jeep-Modelle

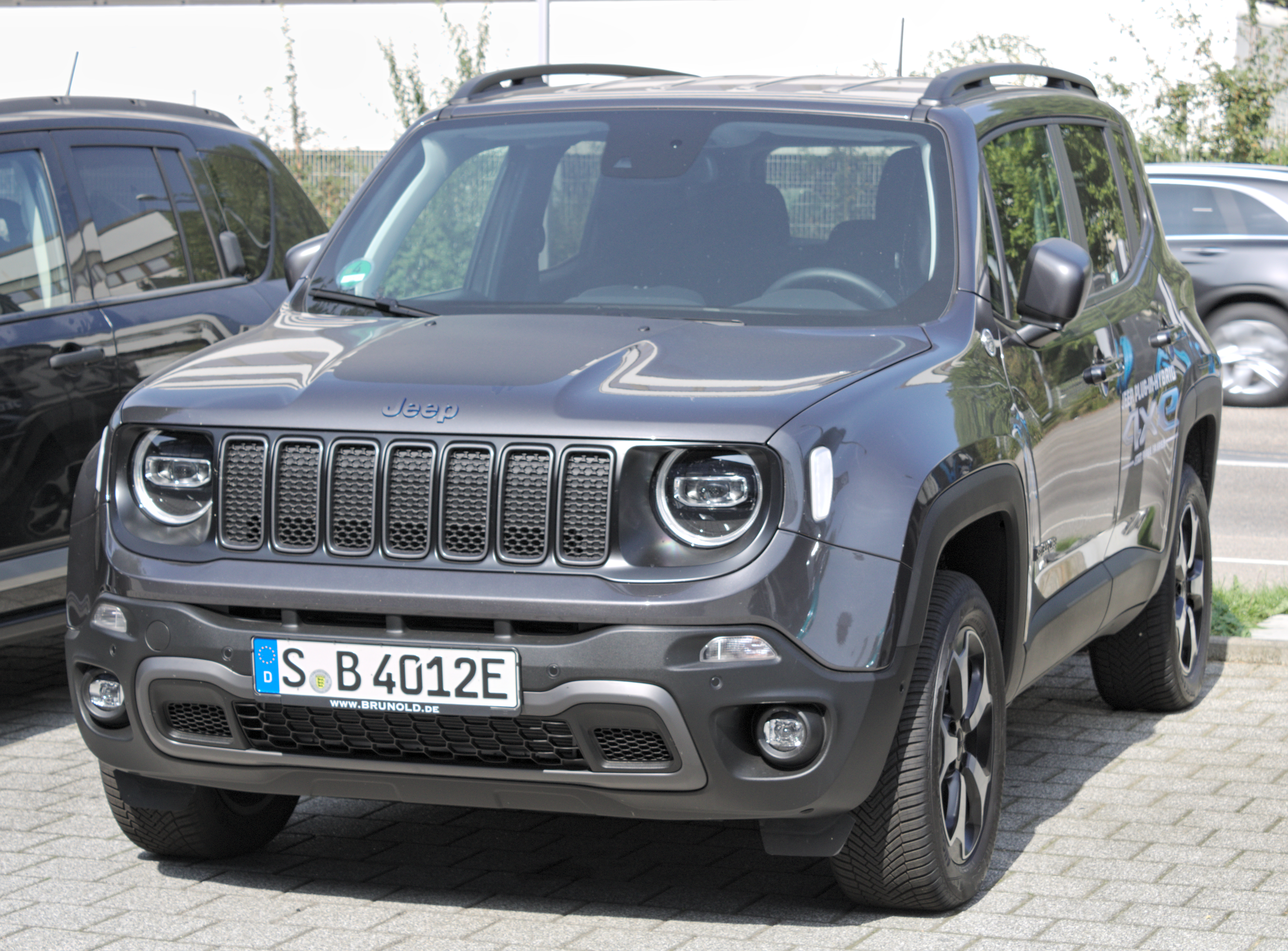
Jeep Renegade PHEV

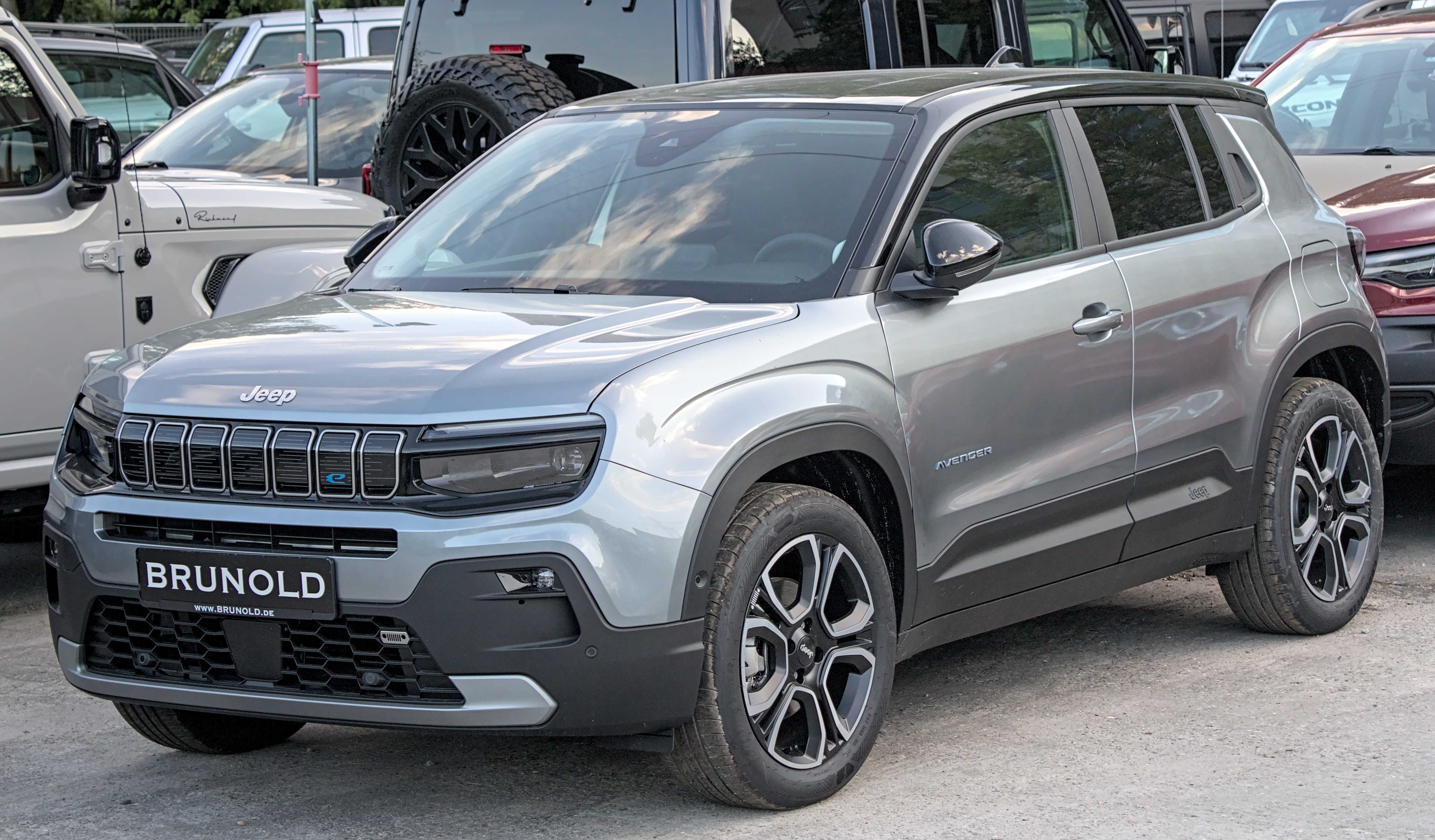
Jeep Avenger

- seit 2023 Jeep Avenger
- seit 2021 Jeep Commander
- seit 2016 Jeep Compass
- seit 2019 Jeep Gladiator JT
- seit 2021 Jeep Grand Cherokee WL
- seit 2021 Jeep Grand Wagoneer WS
- seit 2022 Jeep Meridian
- ab 2024 Jeep Recon
- seit 2014 Jeep Renegade
- seit 2021 Jeep Wagoneer WS
- seit 2024 Jeep Wagoneer S
- seit 2018 Jeep Wrangler JL

## Kritik
In einem Ranking von Greenpeace von 2023 werden 30 Top-Automarken in Europa hinsichtlich des Umgangs mit Ressourcen verglichen. Vor dem Hintergrund der Klima- und Artenkrise werden die Produkte der Autohersteller hinsichtlich
- Energieeffizienz
- Rohstoffeffizienz
- Flächeneffizienz

untersucht.
Jeep liegt hier in allen Einzelkategorien unter den vier letzten Plätzen und in der Gesamtwertung auf dem vorletzten Platz.